# پایگاه نیروی هوایی ایسواهیودی
پایگاه نیروی هوایی ایسواهیودی (به انگلیسی: Iswahyudi Air Force Base) (به زبان بومی: Lapangan Udara Iswahyudi) یک فرودگاه نظامی است که یک باند فرود آسفالت دارد و طول باند آن ۳۰۵۰ متر است. این فرودگاه در کشور اندونزی قرار دارد و در ارتفاع ۱۱۰ متری از سطح دریا واقع شده‌است.